# Simon Astaire
Simon Jack Astaire (Londra, 3 giugno 1961) è uno scrittore, agente di talenti e consulente britannico.

## Biografia
Astaire è figlio dell'agente di cambio Edgar Astaire, presidente del Jewish Memorial Council di Londra, e dell'arredatrice per interni Lesley Jacklin. Fu educato nelle scuole pubbliche Wellesley House, in Kent, e a Harrow School, un'esperienza dolorosa dovuta all'essere un introverso studente ebreo alla quale attinge per la stesura dei suoi primi romanzi.
Dopo la scuola, il padre non aveva intenzione di aiutarlo finanziariamente e Astaire viene assunto come telefonista alla Evening Standard, a quei tempi un'agenzia teatrale. Il lavoro non gli piaceva e cercò di farsi licenziare per non ammettere davanti al padre di essere pigro, ma di fronte alla sua intenzionale alterigia il direttore al contrario lo promosse agente di giovani artisti. La sua carriera decollò quando fu reclutato, appena un mese dopo, dalla International Creative Management (l'agenzia di talenti hollywoodiana con sede a Los Angeles, New York e Londra, che fra gli altri rappresenta Al Pacino e Woody Allen).
Astaire lavora soprattutto nel campo del cinema e della moda, inoltre fra i suoi clienti sono inclusi alcuni membri della famiglia reale britannica. Ha collaborato con diverse compagnie fra le quali Bulgari, Armani e Calvin Klein, e con star hollywoodiane come Rachel Weisz e Charlize Theron.
Dal 2004 al 2012 Astaire è stato direttore della MTV Exit Foundation, un'organizzazione no profit promossa da MTV nel 2003, che mira ad aumentare la consapevolezza e la prevenzione del traffico di esseri umani attraverso i programmi televisivi.
Come opinionista e consulente è stato invitato in alcuni programmi televisivi su CNN, BBC, Sky News e Five.

## Pubblicazioni
Il suo primo romanzo Private Privilege narra la storia di uno studente ebreo vittima di un regime scolastico oppressivo. Fu pubblicato il 30 ottobre 2008 da Quartet Books e divenne un best seller nel Regno Unito. L'anno seguente uscì il sequel And You Are...?. Dal suo debutto è nato un film che vede protagonista il cantante Sting, amico dell'autore. Nel 2011 è stato pubblicato il terzo romanzo, Mr Coles, anch'esso connesso ai precedenti libri. Si svolge in una scuola preparatoria inglese e segue la vita tormentata di uno dei suoi insegnanti. 
The Last Photograph è il suo quarto romanzo uscito nel 2013 da cui è stato adattato un film diretto en interpretato da Danny Huston. Il protagonista è un padre di famiglia a cui viene sottratto il figlio Luke, ucciso in data 21 dicembre 1988 nel disastro di Lockerbie. Successivamente Astaire scrive una biografia sulla vita dell'ex calciatore inglese Sol Campbell, pubblicata nel 2014. Dal libro emerge che il calciatore non ha potuto capitanare la Nazionale Inglese a causa di alcune iniquità subite di carattere razzista.

## Vita privata
Simon Astaire vive fra Londra e Los Angeles. Non è mai stato sposato ma ha avuto una relazione con la presentatrice Ulrika Jonsson, la manager italo-americana Nancy Dell'Olio, e la modella britannica Saffron Aldridge dalla quale è nato Milo nel 1993.